# Schlagerz
Schlagerz är en svensk dansbandstrio, bestående av Sandra Estberg från Martinez, Maria Rolf från Titanix och Maria Persson från Blender.

## Bakgrund
Bandet bilades inför Melodifestivalen 2025 där de tävlade med låten "Don Juan". Bidraget gick inte vidare från sin deltävling.

## Bilder

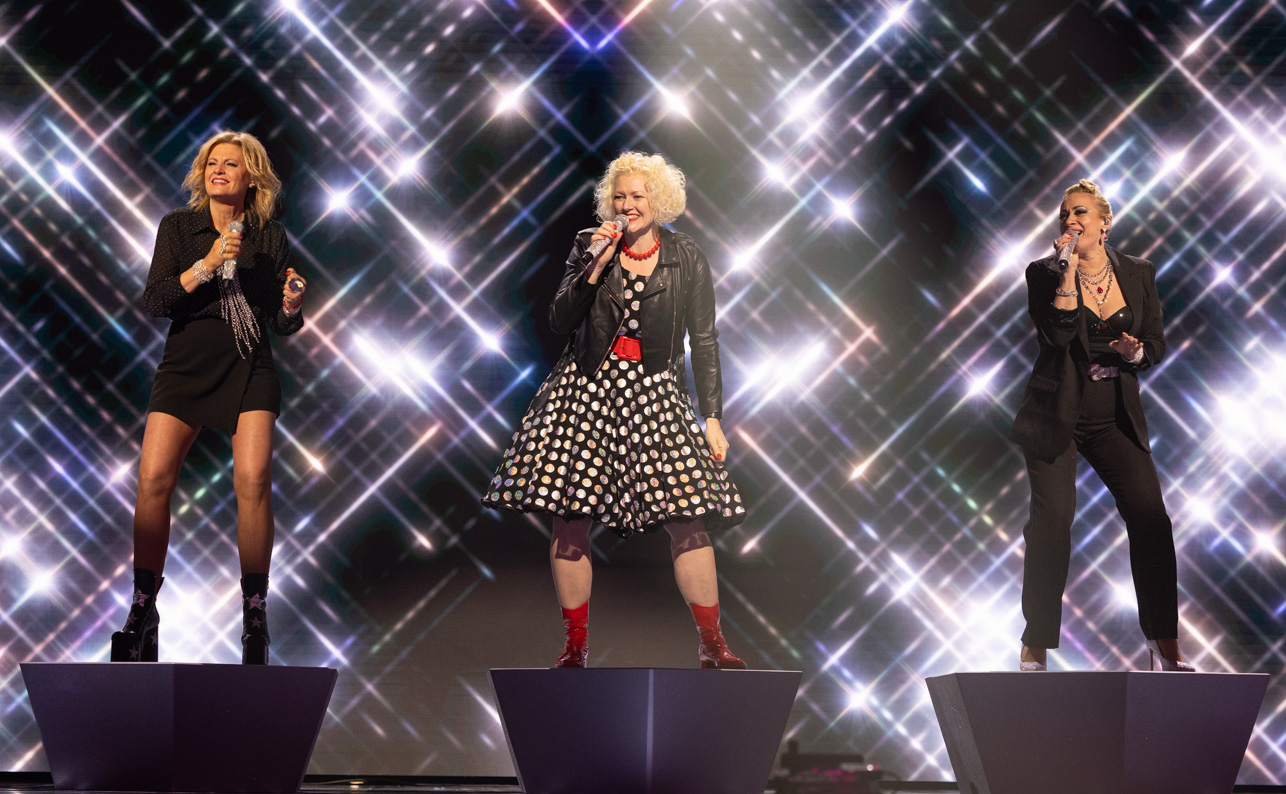
Schlagerz uppträder på Melodifestivalen.